# Vit kantlav
Vit kantlav (Lecanora albescens) är en lavart som först beskrevs av Franz Georg Hoffmann, och fick sitt nu gällande namn av Branth & Rostr. Vit kantlav ingår i släktet Lecanora och familjen Lecanoraceae. Arten är reproducerande i Sverige. Inga underarter finns listade i Catalogue of Life.